# 長崎銀行
株式会社長崎銀行（ながさきぎんこう、英: THE BANK OF NAGASAKI, Ltd.）は、長崎県長崎市に本店を置く1912年（大正元年）11月11日創業の第二地方銀行。
西日本フィナンシャルホールディングスの完全子会社である。

## 概要
長崎県を中心に、佐賀県（佐賀市・西松浦郡有田町）や熊本県（熊本市・八代市）にも店舗を構える。
かつては福岡県にも店舗を構えていたが、経営効率化を理由に、2006年（平成18年）10月27日を最終営業日として、福岡県唯一の店舗であった博多支店を廃止（業務は佐賀支店に統合）し、同県から撤退した。
なお、現存する第二地銀では店舗数が日本一少ない（2022年1月時点で22店舗。このうち、長崎県内は18店舗（長崎市8店舗、西彼杵郡・大村市・島原市各2店舗ずつ、諫早市・南島原市・佐世保市・西海市各1店舗ずつ）、長崎県外は前述したエリアに4店舗ある）。
本店建物は前身の長崎貯金株式会社の本店として1924年（大正13年）4月に青島高等女学校を元に設計、建築されたものである。
コーポレートスローガンは「こころのぎんこう」である。

## 沿革
- 1912年（大正元年）11月 - 長崎貯金として設立。
- 1916年（大正5年）5月 - 長崎無尽に改称。
- 1941年（昭和16年）8月 - 昭和無尽と合併。
- 1942年（昭和17年）4月 - 諫早無尽と合併。
- 1951年（昭和26年）10月 - 相互銀行法に基づき、長崎相互銀行に改称。
- 1989年（平成元年）2月 - 普通銀行に転換し、長崎銀行に改称。
- 2001年（平成13年）6月 - 福岡シティ銀行（現：西日本シティ銀行）の関連会社となる（同年12月に同行の子会社化）。
- 2002年（平成14年）3月 - 同行の福岡県内10ヶ店を福岡シティ銀行へ事業譲渡し、翌4月に博多支店を開設する。
- 2006年（平成18年）10月 - 博多支店を廃止し、福岡県から撤退する。
- 2014年（平成26年) 12月18日 - 西日本シティ銀による完全子会社化[4][5]。
- 2016年（平成28年）10月3日 - 親会社である西日本シティ銀行及び兄弟会社にあたる西日本信用保証との共同株式移転により、金融持株会社『西日本フィナンシャルホールディングス』設立[6][7]。西日本フィナンシャルホールディングスの完全子会社となる。
- 2021年（令和3年）11月1日 - イオン大塔ショッピングセンターに店舗外ATMを設置[8]（佐世保市での当行の店舗は佐世保支店があるのみで、店舗外ATMの同市内への設置は初である）。

## 自動機サービス
ATMでは西日本シティ銀行をはじめ、福岡中央銀行・佐賀共栄銀行・熊本銀行・豊和銀行・宮崎太陽銀行・南日本銀行・沖縄海邦銀行のキャッシュカードによる出金については自行扱いとなる。
また、SBK（システムバンキング九州共同センター）加盟6行（長崎銀行・福岡中央銀行・佐賀共栄銀行・豊和銀行・宮崎太陽銀行・南日本銀行）の通帳・キャッシュカードでも、各行ATM相互間でのカードによる入金・通帳による入出金・通帳記帳も利用できる（ただし本サービスによる相互利用に付いては、各加盟行の個人性口座のキャッシュカードと個人性口座の総合口座通帳のみの取り扱いとなる）。なお熊本銀行の通帳については、2009年（平成21年）1月4日付けでSBK離脱及び福岡銀行のシステムへの移行に伴い、長崎銀を含むSBK加盟6行のATMでは旧式・新式の各通帳を問わず利用できなくなった（その逆の場合も同様。<詳細は熊本銀行#概要を参照>）なお、熊本⇔長崎銀とのカード相互入金については引き続き手数料無料となる。
また、セブン銀行との間でATM利用に関する提携を行い、2011年（平成23年）9月1日からキャッシュカードを用いたコンビニATMサービスが始まった。

### ICキャッシュカード
2010年（平成22年）1月18日より個人名義の口座を対象に、ICキャッシュカードの発行を開始し、2009年12月末の時点で、長崎銀行の管理するATMを全てIC対応にさせた。

## 顧客サービス
個人名義の口座を対象に、月毎に顧客の取引内容をポイント化してそれぞれのポイントに応じて、金利の優遇や、手数料の割引、無料化を行う「ながさきポイントサービス」の申し込みを2011年（平成23年）9月1日から開始し、同年10月15日からサービスが開始された。